# Centro Esposizioni Paris-Nord Villepinte
Il Parc des expositions de Paris-Nord Villepinte è un polo fieristico situato nel comune di Villepinte, nel dipartimento Senna-Saint-Denis della regione dell'Île-de-France. Con un'estensione di 250 000 m², è il polo fieristico più grande di tutta la Francia.

## Storia
Il polo fieristico venne realizzato per volontà della Camera del commercio e dell'industria di Parigi, che nel 1979 affidò la direzione dei lavori alla Société Immobilière du Palais des Congrès (SIPAC). La struttura venne progettata dall'architetto François-Régis Pelletrat dello studio di architettura CAR. I lavori di costruzione ebbero inizio nel luglio 1980, mentre l'inaugurazione dei primi 70 000 m² di spazio espositivo si svolse nel dicembre 1982. Nei decenni successivi la fiera ha continuato ad espandersi, arrivando ad un'estensione di 242 000 m² nel 2010.
Tra il 27 luglio e l'8 agosto 2024, sotto la denominazione Arena Paris Nord, la fiera ha ospitato le fasi preliminari di pugilato e le prove di scherma del pentathlon moderno dei Giochi della XXXIII Olimpiade, e tra il 29 agosto e il 7 settembre ha ospitato le gare di pallavolo paralimpica dei XVII Giochi paralimpici estivi.

## Padiglioni
La fiera è di proprietà ed è gestita dalla società Viparis, composta dall'azienda franco-olandese Unibail Rodamco Westfield e dalla Camera del commercio e dell'industria della regione Parigi-Île-de-France. Il polo fieristico si estende per un totale di circa 250 000 m², suddivisi in 9 padiglioni:
| Padiglione 1 | Padiglione 2 | Padiglione 3 | Padiglione 4 | Padiglione 5A | Padiglione 5B | Padiglione 6 | Padiglione 7 | Padiglione 8 |
| ------------ | ------------ | ------------ | ------------ | ------------- | ------------- | ------------ | ------------ | ------------ |
| 16 455 m²    | 16 389 m²    | 19 347 m²    | 19 316 m²    | 48 420 m²     | 26 611 m²     | 46 097 m²    | 35 500 m²    | 15 000 m²    |